# Кларос
Кларос (на гръцки: Κλάρος; на латински: Claros) е през древността важно светилище и оракул на бог Аполон на западния брая на Мала Азия (днес на около 16 км западно от Селджук във вилает Измир в Турция).
Причислявал се е към отдалечения на около 13 км град Колофон. Заселен още преди 7 век пр.н.е., Кларос е разрушен при земетресение. Открит е от немския археолог Карл Шухардт в края на 19 век.
Павзаний пише, че според колофонците светилището и прорицалището в Кларос са от най-древни времена